# Władysław Drużyłowski (lekarz)
Władysław Drużyłowski (ur. 26 września 1835 w Płocku, zm. 8 lipca 1895 w Płocku), lekarz polski, przez kilkadziesiąt lat pracujący w Płocku.
Był synem urzędnika Ignacego, komisarza policyjno-wojskowego Komisji Wojewódzkiej, oraz Anny z Olszewskich. Ukończył w Płocku gimnazjum, po czym wyjechał na uniwersyteckie studia medyczne do Moskwy. Jednocześnie był słuchaczem wykładów z historii powszechnej. W latach moskiewskich przyjaźnił się ze studiującymi równolegle, chociaż całkiem inne kierunki, Janem Karłowiczem i Władysławem Gołemberskim. Dyplom lekarza uzyskał w 1857.
Po studiach przez krótki czas przebywał w Warszawie, gdzie należał do inteligenckiej grupy patriotycznej millenerów, skupionej wokół Edwarda Jürgensa. W 1861 osiadł na stałe w Płocku i podjął pracę lekarza, przez pierwszy rok prowadząc praktykę prywatną, a od października 1862 służąc w szpitalu św. Trójcy. Przez dłuższy czas był jedynym lekarzem szpitala św. Trójcy. Dodatkowo od stycznia 1863 był lekarzem więziennym, a od stycznia 1864 członkiem honorowym Urzędu Lekarskiego guberni płockiej. W 1873 należał do współorganizatorów Towarzystwa Lekarskiego guberni płockiej, rok później wybrany został wiceprzewodniczącym Towarzystwa. 
W 1891 przeszedł na emeryturę ze stanowiska lekarza szpitalnego i więziennego. Kierownictwo szpitala przejął Ignacy Uściński, a Drużyłowski zajął się praktyką prywatną. Nie dorobił się majątku, zmarł 8 lipca 1895 w Płocku w trudnych warunkach materialnych, ale pozostawił po sobie opinię człowieka dobroczynnego.
Ogłosił pięć prac z zakresu medycyny, m.in. rozprawę Patogénie du cholera morbus (Paryż 1891) i jej polskie tłumaczenie (Kraków 1892). Zajmował się zagadnieniami statystyki zdrowotnej, czemu poświęcił prace Wiadomości statystyczne o ludności m. Płocka w dziesięcioletnim okresie pomiędzy rokiem 1861 a 1870 włącznie ("Gazeta Lekarska", 1875, nr 14, 15, 23, 24, opublikowana, jak podaje Stanisław Kośmiński, bez "tablic bardzo pracowicie ułożonych") oraz Wiadomości statystyczne o ruchu ludności w Płocku od 1861 do 1883 ("Korespondent Płocki", 1883, nr 77). W tym ostatnim artykule przedstawił dane dotyczące śmiertelności mieszkańców Płocka i ruchu pacjentów w szpitalach.
Drużyłowski wyniósł z lat studenckich zamiłowanie do nauk historycznych. Włączył się do prac nad przekładem wielotomowych Dziejów powszechnych Friedricha Schlossera. Tłumaczył także dzieła innych historyków – Georga Gervinusa, Augustina Thierry'ego, Edwarda Gibbona. Przygotował też kilka oryginalnych prac historycznych (Historia chrześcijaństwa, Diagnoza i leczenie chorej Europy), ale pozostałe w rękopisie, uległy rozproszeniu po śmierci autora. 